# Йоланда Моро
Йола́нда Моро́ (фр. Yolande Moreau; нар. 27 лютого 1953, Брюссель, Бельгія) — бельгійська акторка та кінорежисер. Двічі лауреатка премії «Сезар» за найкращу жіночу роль (2006 і 2010).

## Біографія
Йоланда Моро народилася 27 лютого 1953 в Брюсселі, Бельгія. Її батько — валлонець, мати — фламандка. Дебютувала в дитячих виставах Міського театру Брюсселю. У 1982 написала п'єсу для одного виконавця «Брудна справа зі злочином і сексом», яку й зіграла. Її знімали у своїх фільмах Аньєс Варда, Клод Беррі, Жан-Поль Раппно, Жан-П'єр Жене, Коста-Гаврас, Катрін Брейя та ін. У 2004 зняла фільм «Коли на морі приплив», який отримав визнання критики (Приз Луї Деллюка, премія «Сезар» найкращій кіноакторці, за найкращий кінодебют та ін. ).
Починаючи з 2001 року Йоланда Моро знялася в шістнадцяти фільмах і отримала три «Сезара», включаючи «Сезар» 2009 року найкращій кіноакторці у фільмі «Серафіна з Санліса».
Виконує ролі в анімаційному кіно і телевізійних серіалах. Виступила в ролі самої себе у фільмі Яна Бюкуа «Різдвяні канікули» (2005, зі скандального циклу його фільмів «Сексуальне життя бельгійців»).
Живе у Франції.

## Фільмографія
Акторка
| Рік  |    | Українська назва                | Оригінальна назва                   | Роль                    |
| ---- | -- | ------------------------------- | ----------------------------------- | ----------------------- |
| 1985 | ф  | Без даху, поза законом          | Sans toit ni loi                    | Йоланда                 |
| 1992 | ф  | Психи на волі                   | La Cavale des fous                  |                         |
| 1993 | ф  | Жерміналь                       | Germinal)                           |                         |
| 1993 | ф  | Син акули                       | Le Fils Du Requin                   | водійка машини          |
| 1995 | ф  | Гусар на даху                   | Le Hussard sur le toit              | мадам Рігоар            |
| 1995 | ф  | Любов в лугах                   | Le Bonheur est dans le pré          | Люсетт                  |
| 1996 | ф  | Прекрасна Зелена                | La belle verte                      |                         |
| 1997 | ф  | Як убити дружину                | Tout doit disparaître               | Ірен Міллард            |
| 1998 | ф  | І буде світло                   | Que la lumière soit !               |                         |
| 1999 | ф  | Подорож до Парижу               | Le voyage à Paris                   | Бейкер                  |
| 2001 | ф  | Амелі                           | Le Fabuleux Destin d’Amélie Poulain | Мадлен Воллас           |
| 2001 | ф  | Молоко людської ніжності        | Le Lait de la tendresse humaine     | Бабетта                 |
| 2002 | ф  | Частина неба                    | Une part du ciel                    |                         |
| 2002 | ф  | Чесний комерсант                | Un honnête commerçant               | Шанталь Бекс            |
| 2003 | ф  | Сімейка Роуз                    | Bienvenue chez les Rozes            | Марсан                  |
| 2003 | ф  | Викрадач тіл                    | Corps à corps                       | співробітниця інституту |
| 2004 | ф  | Шалене затишшя                  | Folle embellie                      | Елен                    |
| 2004 | ф  | Коли на морі приплив            | Quand la mer monte...               | співробітниця інституту |
| 2005 | ф  | Ze фільм                        | Ze Film                             |                         |
| 2005 | ф  | Ніж гільйотини                  | Le Couperet                         |                         |
| 2005 | ф  | Бункер парадіз                  | Bunker Paradise                     | Клер                    |
| 2006 | ф  | Париже, я люблю тебе            | Paris, je t'aime                    | жінка-мім               |
| 2006 | ф  | Моє ім'я Елізабет               | Je m'appelle Elisabeth              | Роза                    |
| 2007 | ф  | Таємна коханка                  | Une vieille maîtresse               |                         |
| 2007 | ф  | Дуже чисте повітря              | Un air si pur...                    | Лора Сюрвіль            |
| 2007 | ф  | Ви з поліції?                   | Vous êtes de la police ?            | Кристіна Леже           |
| 2008 | ф  | Серафина з Санліса              | Séraphine                           | Серафина Луї            |
| 2008 | ф  | Луїза-Мішель                    | Louise-Michel                       | Луїза Ферран            |
| 2008 | ф  | Узбережжя Аньес                 | Les Plages d'Agnès                  |                         |
| 2008 | мф | Міа та Мігу                     | Mia et le Migou                     |                         |
| 2009 | мф | Правдива історія Кота в чоботях | La Véritable Histoire du chat botté | Королева                |
| 2009 | ф  | Інкогніто                       | Incognito (film, 2009)              |                         |
| 2009 | ф  | Невдахи                         | Micmacs à tire-larigot              | «Стряпанина»            |
| 2010 | ф  | Генсбур. Герой і хуліган        | Gainsbourg, vie héroïque            | Фреель                  |
| 2010 | ф  | Останній Мамонт Франції         | Mammuth                             | Катерина Пілардосс      |
| 2010 | ф  | Зграя                           | La meut                             | Ла Спак                 |
| 2011 | ф  | Погана схильність               | Où va la nuit                       | Роза                    |
| 2012 | ф  | Велика вечірка                  | Le Grand Soir                       | Катерина Пілардосс      |
| 2012 | ф  | У будинку                       | Dans la maison                      | Ла Спак                 |
| 2013 | ф  | Анрі                            | Henri                               |                         |
| 2013 | ф  | 9 місяців суворого режиму       | 9 mois ferme                        | мати Боба               |
| 2015 | ф  | Подорож до Китаю                | Voyage en Chine                     | Ліліан Руссо            |
| 2015 | ф  | Сент-Амур                       | Saint-Amour                         | Марі                    |
| 2016 | ф  | Життя                           | Une Vie                             | Аделаїда Пертюі де Во   |
| 2016 | ф  | Дитинство лідера                | The Childhood of a Leader           | Мона                    |
| 2017 | ф  | З усіх моїх сил                 | De toutes mes forces                | мадам Кузен             |
| 2018 | ф  | Красивий бізнес                 | I Feel Good                         | Монік Пора́              |
| 2020 | ф  | Школа хороших дружин            | La bonne épouse                     | Гілберта Ван дер Бек    |

Режисер
| Рік  | Назва                | Оригінал           | Примітки             |
| ---- | -------------------- | ------------------ | -------------------- |
| 2004 | Коли на морі приплив | Quand la mer monte | режисер та сценарист |
| 2013 | Анрі                 | Henri              | режисер та сценарист |

## Нагороди та номінації
| Рік  | Фільм                | Нагорода                                                | Категорія                      | Результат |
| ---- | -------------------- | ------------------------------------------------------- | ------------------------------ | --------- |
| 2004 | Коли на морі приплив | Європейська кіноакадемія                                | Європейське відкриття року     | Номінація |
| 2004 | Коли на морі приплив | Міжнародний кінофестиваль франкомовних фільмів в Намюрі | Найкраща акторка               | Перемога  |
| 2004 | Коли на морі приплив | Приз Луї Деллюка                                        | Найкращий перший фільм         | Перемога  |
| 2005 | Коли на морі приплив | Премія «Сезар»                                          | Найкращий дебютний фільм       | Перемога  |
| 2005 | Коли на морі приплив | Премія «Сезар»                                          | Найкраща акторка               | Перемога  |
| 2008 | Серафіна з Санліса   | Каїрський кінофестиваль                                 | Найкраща акторка               | Перемога  |
| 2009 | Серафіна з Санліса   | Премія «Сезар»                                          | Найкраща акторка               | Перемога  |
| 2009 | Серафіна з Санліса   | Європейська кіноакадемія                                | Найкраща акторка               | Номінація |
| 2009 | Серафіна з Санліса   | Премія «Люм'єр»                                         | Найкраща акторка               | Перемога  |
| 2009 | Серафіна з Санліса   | Золота зірка французького кіно (Étoile d'Or)            | Найкраща акторка               | Перемога  |
| 2009 | Серафіна з Санліса   | Національна спілка кінокритиків США                     | Найкраща акторка               | Перемога  |
| 2009 | Серафіна з Санліса   | Асоціація кінокритиків Лос-Анджелеса                    | Найкраща акторка               | Перемога  |
| 2009 | Серафіна з Санліса   | Коло кінокритиків Дубліна                               | Найкраща акторка               | Перемога  |
| 2012 | Камілла роздвоюється | Премія «Магрітт»                                        | Найкраща акторка другого плану | Перемога  |
| 2013 | Камілла роздвоюється | Премія «Сезар»                                          | Найкраща акторка другого плану | Номінація |
| 2013 | Анрі                 | Міжнародний кінофестиваль в Хіхоні                      | Приз ФІПРЕССІ                  | Перемога  |
| 2013 | Анрі                 | Міжнародний кінофестиваль в Сан-Пауло                   | Найкращий художній фільм       | Номінація |
| 2015 | Анрі                 | Премія «Магрітт»                                        | Найкращий фільм                | Номінація |
| 2015 | Анрі                 | Премія «Магрітт»                                        | Найкращий режисер              | Номінація |
| 2015 | Анрі                 | Премія «Магрітт»                                        | Найкращий сценарій             | Номінація |
| 2016 | Надновий заповіт     | Премія «Магрітт»                                        | Найкраща акторка другого плану | Номінація |
| 2016 | Подорож до Китаю     | Премія «Магрітт»                                        | Найкраща акторка               | Номінація |
| 2018 | Життя                | Премія «Магрітт»                                        | Найкраща акторка другого плану | Номінація |
| 2019 | Красивий бізнес      | Премія «Марітт»                                         | Найкраща акторка               | Номінація |